# Omar Zepeda
Pour les articles homonymes, voir Zepeda.
Omar Zepeda de Léon (né le 8 juillet 1977 à San Mateo Atenco) est un athlète mexicain, spécialiste de la marche.

## Biographie
Il termine 6e de l'épreuve du 50 km lors des Championnats du monde de 2005 avec un meilleur temps de 3 h 49 min 1 s. Il remporte la médaille de bronze lors des Jeux panaméricains de 2007 et remporte une Coupe panaméricaine de marche. Il a participé à six éditions des Championnats du monde.

### Palmarès
| Date | Compétition                              | Lieu           | Résultat | Épreuve      | Performance     |
| ---- | ---------------------------------------- | -------------- | -------- | ------------ | --------------- |
| 2005 | Championnats du monde                    | Helsinki       | 6e       | 50 km marche | 3 h 49 min 01 s |
| 2007 | Jeux panaméricains                       | Rio de Janeiro | 3e       | 50 km marche | 3 h 56 min 04 s |
| 2012 | Jeux olympiques                          | Londres        | 20e      | 50 km marche | 3 h 49 min 14 s |
| 2013 | Championnats du monde                    | Moscou         | 19e      | 50 km marche | 3 h 50 min 43 s |
| 2014 | Jeux d'Amérique centrale et des Caraïbes | Veracruz       | 2e       | 50 km marche | 3 h 52 min 45 s |
| 2016 | Jeux olympiques                          | Rio de Janeiro | 16e      | 50 km marche | 3 h 51 min 35 s |

### Records
| Épreuve      | Performance     | Lieu          | Date          |
| ------------ | --------------- | ------------- | ------------- |
| 20 km marche | 1 h 21 min 59 s | Podébrady     | 19 avril 1997 |
| 50 km marche | 3 h 45 min 28 s | Ciudad Juárez | 6 mars 2016   |